# Samuel Tetteh
Samuel Tetteh (Acra, 28 de julio de 1996) es un futbolista ghanés que juega de delantero en el F. K. Qäbälä de la Liga Premier de Azerbaiyán.

## Selección nacional
Es internacional con la selección de fútbol de Ghana desde el 1 de septiembre de 2015, cuando disputó un amistoso frente a la selección de fútbol del Congo.
El 3 de septiembre de 2016 marcó su primer gol con la selección, frente a la selección de fútbol de Ruanda en un partido de clasificación para la Copa Africana de Naciones de 2017.

### Goles internacionales
| No | Fecha                   | Lugar                          | Oponente | Gol | Resultado | Competición                                             |
| -- | ----------------------- | ------------------------------ | -------- | --- | --------- | ------------------------------------------------------- |
| 1. | 3 de septiembre de 2016 | Estadio Baba Yara, Acra, Ghana | Ruanda   | 1–0 | 1–1       | Clasificación para la Copa Africana de Naciones de 2017 |

## Clubes
| Club                                | País           | Año       |
| ----------------------------------- | -------------- | --------- |
| West African Football Academy S. C. | Ghana          | 2014-2016 |
| F. C. Liefering                     | Austria        | 2016-2017 |
| Red Bull Salzburgo                  | Austria        | 2017-2021 |
| LASK Linz (cedido)                  | Austria        | 2018-2020 |
| New York Red Bulls (cedido)         | Estados Unidos | 2020      |
| S. K. N. St. Pölten (cedido)        | Austria        | 2021      |
| Adanaspor                           | Turquía        | 2021-2023 |
| Bandırmaspor (cedido)               | Turquía        | 2023      |
| F. K. Qäbälä                        | Azerbaiyán     | 2023-     |